# Cecilia Parsberg
Cecilia Eva Parsberg, född 29 mars 1963 i Hässleholm, är en svensk bildkonstnär och filosofie doktor i fri konst. Sedan 2018 är hon lektor på Institutionen för konstnärliga studier på Karlstads universitet.
Cecilia Parsberg utbildade sig på Hovedskous målarskola i Göteborg 1984-86, Konsthögskolan Valand 1986-91, fick Fredrika Bremerstipendium för att utbilda sig i Electronic imaging på Dundee university 1992-93. Hon disputerade i Fri konst, bildkonst 2016 vid Umeå universitet och examinerades av Lunds universitet med avhandlingen ”Hur blir du en framgångsrik tiggare i Sverige”. Hon har b.l.a publicerat i Glänta, Eurozine, i antologin ”Heritage and Borders” utgiven av Kungliga Vitterhetsakademien i Stockholm, och i antologin ”Can a person be illegal”, Uppsala universitet.
Parsberg fick 1996 Maria Bonnier Dahlins stipendium, och fick 2006 Stockholms Stads Kulturstipendium. Hon fick 2008 TCO:s kulturpris. Parsberg medverkade i Nationalmuseums utställning Lust & Last 2011 och erhöll 2016 stipendium av Birgit och Gad Rausings Stiftelse för Humanistisk Forskning för A Place in Europe.  Parsberg är representerad vid bland annat Göteborgs Konstmuseum, Borås Konstmuseum, Statens Konstråd, Bonnierhuset och Magasin 3 Stockholm Konsthall.